# Mrs. Thomas H. Gale House
Das Mrs. Thomas H. Gale House, auch als Laura Gale House bekannt, ist ein Wohnhaus im Chicagoer Vorort Oak Park, Illinois. Das Haus war durch den bekannten Architekten Frank Lloyd Wright im Jahre 1909 entworfen und gebaut worden. Es wurde am 5. März 1970 als Baudenkmal in das National Register of Historic Places eingetragen. Seit dem 4. Dezember 1973 ist das Mrs. Thomas H. Gale House Contributing Property des Frank Lloyd Wright-Prairie School of Architecture Historic Districts.

## Geschichte
Laura R. Gale, die Witwe des Immobilienmaklers Thomas Gale, beauftragte Frank Lloyd Wright 1909, das Haus am Elizabeth Court zu entwerfen. Es war nicht das erste Mal, dass die Familie Gale Wright in Anspruch genommen hatte. Der Architekt entwarf bereits zwei Häuser an der Chicago Avenue in Oak Park, zwei der sogenannten „Bootleg“-Häuser, für die Gales. Das Laura-Gale-Haus entstand während Wrights schaffensfreudigster Prairie-Style-Phase und wird von Architekturexperten als ein Meilenstein in der Entwicklung der frühen modernen Architektur gesehen. Das Haus wurde bis 1962 von seinen ursprünglichen Besitzern bewohnt. Damals kaufte es der Architekt Howard Rosenwinkel, der eine sorgfältige Erneuerung durchführen ließ.

## Architektur
Das Haus wurde von Frank Lloyd Wright in seinem eigenen Prairie Style entworfen und gebaut. Trotzdem hat die Verwendung seiner abstrakten geometrischen Formen in Einzelheiten und im ganzen des Hauses durch Wright die modernen europäischen Architekten der 1920er Jahre vorweggenommen und wohl auch inspiriert. Das Haus gilt als einer der ungewöhnlichsten Entwürfe Wrights aus seiner Zeit in Oak Park, Illinois. Es ist kompakt und besteht aus ineinanderlaufenden rechtwinkligen Formen, die um einen Kamin im Zentrum angesiedelt sind. Diese gehäuften extremen rechtwinkligen Formen des Exterieurs des Hauses findet sich in keinem von Wrights anderen Werken wieder, weder vor, noch nach der Fertigstellung des Laura-Gale-Hauses. Die Innenausstattung des Hauses entspricht dem Walser House in Chicago und dem George Barton House in Buffalo, New York.

## Bedeutung
Das Mrs. Thomas H. Gale House gilt als einer der erfolgreichsten kleinen Hausentwürfe Wrights und als Vorreiter für mehrere andere wichtige von Wright im Prairie Style entworfene Bauwerke, deren Höhepunkt 1936 die Fertigstellung von Fallingwater in Mill Run, Pennsylvania darstellte.